# دبلیوای‌اس‌پی-۷
دبلیوای‌اس‌پی-۷ یک ستاره است که در صورت فلکی میکروسکوپ قرار دارد.